# Accidente en Beariz de 2004
El accidente de una avioneta de extinción de incendios en Beariz de 2004 se produjo el 21 de julio de ese mismo año, cuando dicha avioneta se estrelló mientras participaba en la extinción de un incendio forestal, a 300 metros de la base aérea. En este accidente fallecería el piloto de la avioneta.
El modelo de la avioneta era PZL-M-18-A Dromader.

## Accidente
A las 15:45 de la hora local, viniendo el piloto de repostar combustible para apagar un incendio en la zona de Poyo (Pontevedra), la avioneta se precipitaría al suelo en el monte de Portela de la Cruz, en la ladera que apunta hacia la localidad de Doade, falleciendo así su piloto, que era el único tripulante.
Días después, se descartó que la causa del accidente fuera algún fallo mecánico. Se cree que el accidente se debió a que "al realizar la descarga a muy baja altura y demasiado cerca de la cabeza del incendio, la semiala izquierda de la nave, la más cercana al foco del incendio, entrase en la corriente ascendente del humo y ello la hiciera levantarse. Este efecto pudo verse favorecido por el viento del oeste. La suma de ambos efectos pudo ser relevante para el control del avión. A ello habría que añadir una cierta sorpresa en el piloto por lo inesperado de la situación", según el informe redactado.